# نکیرک
شهر نکیرک  در ایالت شفوزان در کشور سوئیس واقع شده‌است که ۱٬۷۰۰ نفر  جمعیت دارد.

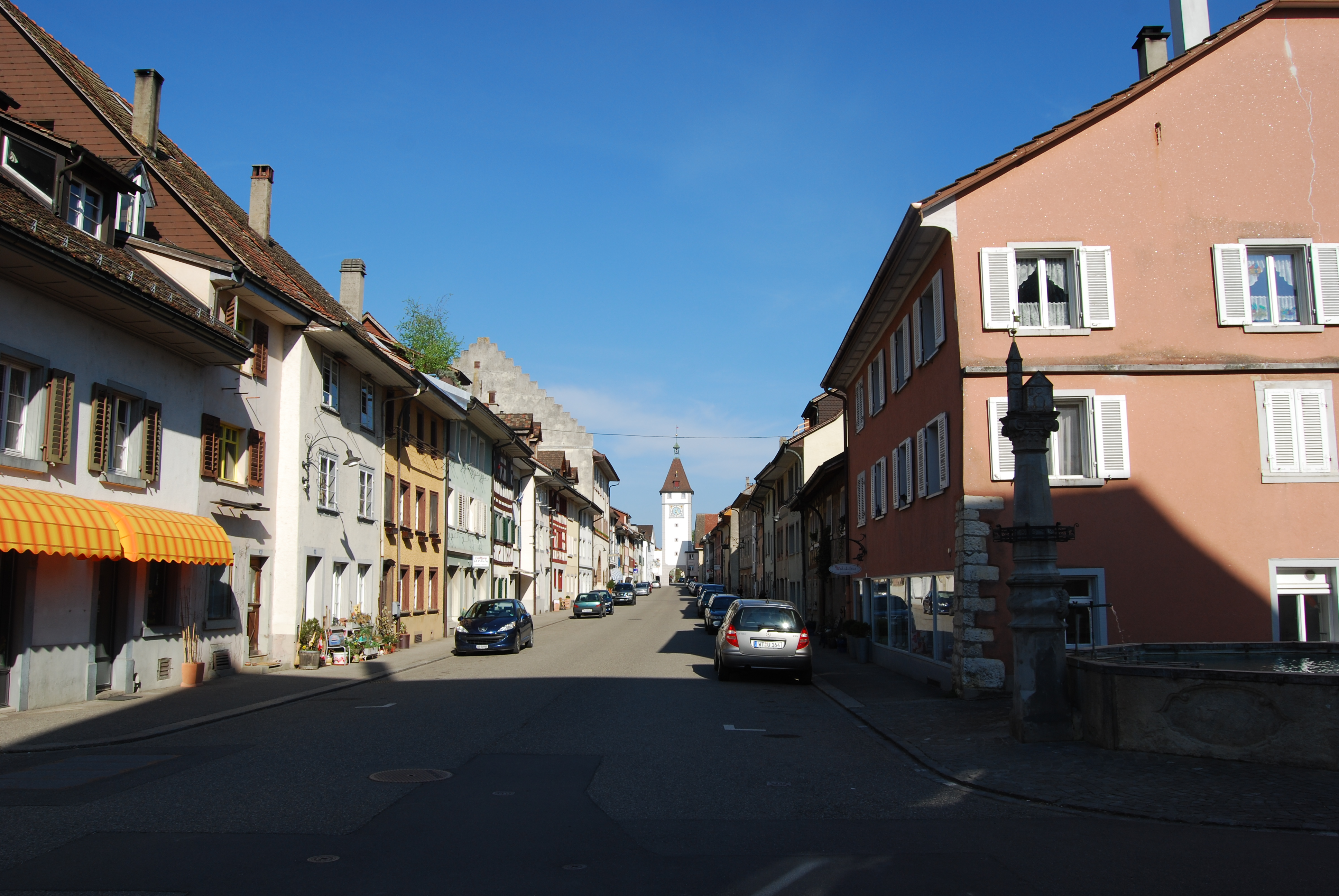
نکیرک